# دمیر گلاوان
دمیر گلاوان (انگلیسی: Damir Glavan; ۲ مارس ۱۹۷۴ – ) بازیکن واترپلو اهل کرواسی بود.